# Luis Caviglia
Luis Carlos Caviglia (Montevideo, 4 de noviembre de 1874 - 1951) fue un abogado, periodista y político uruguayo, integrante del partido Colorado y director del periódico uruguayo La Defensa.

## Actividad política
Luis Carlos Caviglia fue un adherente al Partido Colorado del ala Vierista. Fue miembro de la Junta Económico Administrativa de Montevideo, diputado de 1917 a 1918, Ministro de Industrias, cargo que renunció el 4 de diciembre de 1922. 
El 7 de noviembre de 1924 fue designado ministro de haciendas.
Fue integrante del Consejo Nacional de Administración entre 1927 y 1933, y Presidente de este cuerpo entre 1928 y 1929.

## Actividad periodística
Fue Redactor y Director del periódico de Montevideo La Defensa, además de colaborar con artículos periodísticos en otros diarios de la capital uruguaya. Una recopilación de sus artículos fue reunida en una publicación titulada "Estudios sobre la realidad nacional (1938-1948)" publicada en 1950
En algunas ocasiones utilizó el seudónimo "Pancho Bruno" para firmar algunas poesías en la Revista El Fogón.